# Округ Сан Бенито (Калифорнија)
Сан Бенито (енгл. San Benito County) је округ у америчкој савезној држави Калифорнија.

## Демографија
По попису из 2010. године број становника је 55.269, што је 2.035 (3,8%) становника више него 2000. године.
| Група             | 2000.          | 2010.          |
| Белци             | 24.513 (46,0%) | 21.154 (38,3%) |
| Афроамериканци    | 573 (1,1%)     | 483 (0,9%)     |
| Азијати           | 1.277 (2,4%)   | 1.443 (2,6%)   |
| Хиспаноамериканци | 25.516 (47,9%) | 31.186 (56,4%) |
| Укупно            | 53.234         | 55.269         |